# Peder Gram
Peter Jørgensen Gram, né le 25 novembre 1881 à Copenhague et mort le 4 février 1956 dans la même ville, est un compositeur et organiste danois .

## Biographie
Peder Gram naît le 25 novembre 1881 à Copenhague. Il étudie au Conservatoire de Leipzig avec Stephan Krehl, Arthur Nikisch et Hans Sitt. À partir de 1908, il travaille comme chef d'orchestre à Copenhague, et de 1918 à 1932, il dirige les représentations du Dansk Koncertforening. De 1937 à 1951, il est directeur musical à la Danish Broadcasting Corporation .
Il compose trois symphonies, une fantaisie symphonique, un poème symphonique, deux ouvertures, un concerto pour violon, des œuvres de chambre, des œuvres pour piano et des chansons.

## Source
- (en) Cet article est partiellement ou en totalité issu de l’article de Wikipédia en anglais intitulé « Peder Gram » (voir la liste des auteurs).